# Aspronema cochabambae
Aspronema cochabambae — вид сцинкоподібних ящірок родини сцинкових (Scincidae). Мешкає в Болівії і Аргентині. 

## Поширення і екологія
Aspronema cochabambae мешкають на схилах Болівійських Анд в департаментах Кочабамба і Санта-Крус. У 2015 році цей вид також був знайдений в провінції Сальта на північному заході Аргентини. Aspronema cochabambae живуть в перехідній зоні між сухими тропічними лісами і гірськими хмарними лісами, на відкритих ділянках в лісах Polylepis, на вологих луках і сільськогосподарських угіддях, в чагарникових заростях у напіввологій пре-пуні, а також на берегах річок і струмків у посушливих і кам'янистих місцевостях, на висоті від 2000 до 3900 м над рівнем моря.

## Збереження
МСОП класифікує цей вид як вразливий. Aspronema cochabambae загрожує знищення природного середовища.